# Anomodon ferrugineus
Anomodon ferrugineus là một loài rêu trong họ Thuidiaceae. Loài này được (Besch.) Nog. mô tả khoa học đầu tiên năm 1945.